# Mbundu (peuple)
Pour les articles homonymes, voir Mbundu.

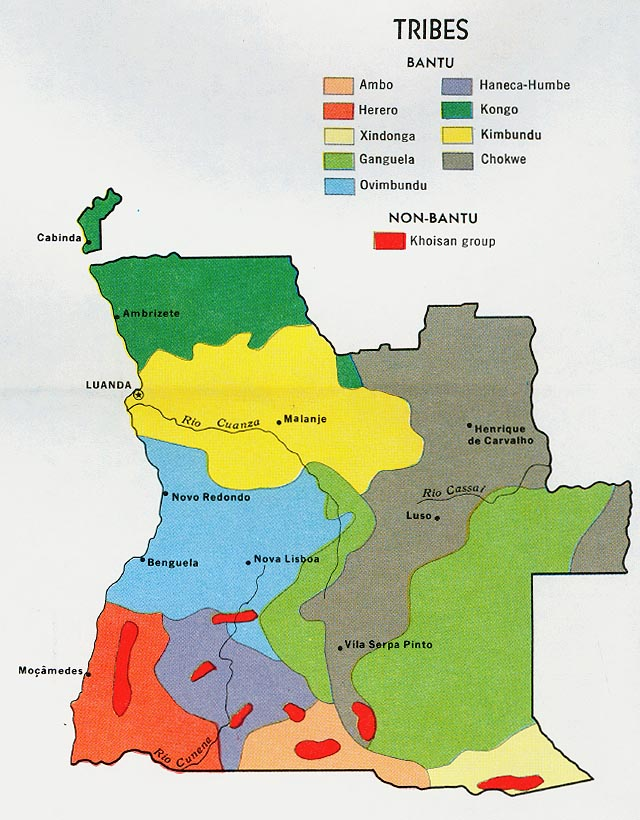
Implantation des Mbundu (Ambundu ou Mbundu du Nord) en Angola (en jaune)

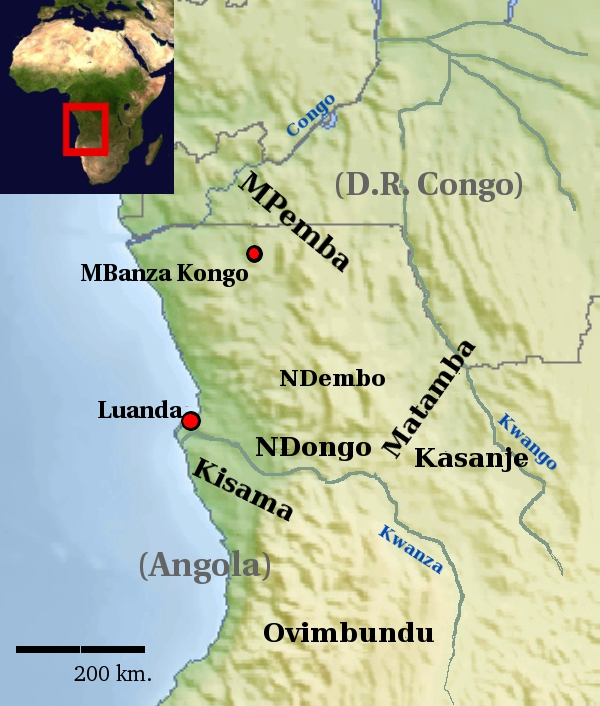
Le pays mbundu

Les Mbundu (ou Ambundu, Akwambundu) sont un peuple bantou d'Afrique australe établi au nord-ouest de l'Angola. Ils sont particulièrement nombreux dans la région de Luanda, la capitale.

## Ethnonymie
On les appelle aussi « Mbundu du Nord » pour les distinguer des « Mbundu du Sud », plus connus sous le nom d'« Ovimbundu ». Cependant l'ethnonyme mbundu est parfois employé pour désigner l'ensemble de ces populations. Un autre nom fréquent est ambundu (pluriel de mbundu en kimbundu) qui a donné le nom portugais ambundo.
Selon les sources, on observe en effet de très nombreuses variantes : ambundu, ambuun, bailundo, bailundu, bambundu, benguella, bimbundu, bmoundou, dongo, kimboundou, kimbundu, kyaka, mambari, mbundus, mbuni, nano, n'bundo, nbundu, ndongo, ngola, oumbundou, umbundu, ovimbali, ovimboundou, ovimbundu, vakuanano, viye.
| Singulier (une personne mbundu du Nord) | Mumbundu              |
| Pluriel (peuple mbundu du Nord)         | Ambundu ou Akwambundu |
| Langue (la langue mbundu du Nord)       | kiMbundu              |

## Langue
Leur langue est le kimbundu, une langue bantoue, parlée à la maison par deux millions de locuteurs selon le recensement de 2014.

## Influence
Les Mbundu et leurs voisins ont payé un lourd tribut à la traite négrière, notamment en direction du Brésil. Une des principales religions afro-brésiliennes, le candomblé bantou, ou candomblé de angola ou candomblé de congo, possède des influences mbundu, ce qu'atteste le vocabulaire rituel en partie kimbundu : les demi-dieux en sont les inquices (en kimbundu : nkisi), et les sacerdotes les taata/maama diá nkisi (père ou mère d'inquice).
Ce vocabulaire s'est partiellement diffusé dans le candomblé yoruba ou nâgo, les autres cultes afro-brésiliens et plus généralement la culture afro-brésilienne. Ainsi du terme kalunga (mer, ou mort, ou grand seigneur en kimbundu), nom porté par les « poupées » sacrées utilisées dans les défilés carnavalesques de maracatu.